# Barbara de Ankerburg-Wagner
Barbara Zofia de Ankerburg-Wagner (ur. 2 kwietnia 1946) – polska prawniczka, sędzia Sądu Najwyższego, profesor nauk prawnych.

## Życiorys
W 1969 ukończyła studia na Wydziale Prawa Uniwersytetu Jagiellońskiego. W 1977 na tej samej uczelni uzyskała stopień doktora nauk prawnych, habilitowała się w 1987. W 2000 otrzymała tytuł profesora nauk prawnych. Zawodowo przez około czterdzieści lat wykładała na Uniwersytecie Jagiellońskim. Została również nauczycielem akademickim w Krakowskiej Akademii im. Andrzeja Frycza Modrzewskiego. Specjalizuje się w prawie pracy i ubezpieczeniach społecznych.
Od 1990 pracowała jednocześnie jako sędzia Sądu Apelacyjnego w Krakowie, od 1997 do czasu przejścia w stan spoczynku orzekała w Sądzie Najwyższym. Została także członkinią Komisji Kodyfikacji Prawa Pracy i przewodniczącą zarządu głównego Polskiego Stowarzyszenia Ubezpieczenia Społecznego.
Odznaczona m.in. Krzyżem Komandorskim Orderu Odrodzenia Polski (2011).